# Dương Minh Ánh
Dương Minh Ánh (sinh ngày 1 tháng 9 năm 1975) là nữ ca sĩ, giảng viên và chính trị gia người Việt Nam. Bà hiện là Đại biểu Quốc hội Việt Nam khóa 15 nhiệm kì 2021-2026 thuộc đoàn đại biểu Quốc hội thành phố Hà Nội, Bí thư Đảng ủy, Hiệu trưởng Trường Cao đẳng Nghệ thuật Hà Nội. Bà từng là một ca sĩ chuyên nghiệp, cựu thành viên của nhóm Tam ca 3A (Minh Anh, Minh Ánh và Ngọc Anh).

## Xuất thân và giáo dục
Dương Minh Ánh sinh ngày 1 tháng 9 năm 1975, người dân tộc Kinh, không theo tôn giáo nào.
Bà có quê quán ở xã Quảng Châu, thành phố Hưng Yên, tỉnh Hưng Yên.
Bà tốt nghiệp Đại học chuyên ngành Thanh nhạc, Đại học chuyên ngành Quản lý xã hội, Thạc sĩ chuyên ngành Quản lý giáo dục.
Bà có bằng Cao cấp lý luận chính trị Đảng Cộng sản Việt Nam

## Sự nghiệp
Ngày 3 tháng 2 năm 2008, Dương Minh Ánh gia nhập Đảng Cộng sản Việt Nam.
Ngày 22 tháng 5 năm 2016, Dương Minh Ánh trúng cử Đại biểu Quốc hội Việt Nam khóa 14 nhiệm kì 2016-2021 tại Hà Nội.
Bà hiện là Hiệu trưởng Trường Cao đẳng Nghệ thuật Hà Nội, Ủy viên Ban chấp hành Hội Bảo vệ quyền của nghệ sĩ biểu diễn âm nhạc Việt Nam, Ủy viên Ủy ban Văn hoá, Giáo dục, Thanh niên, Thiếu niên và Nhi đồng của Quốc hội khóa 14.